# Музей средневекового уголовного права (Ротенбург-об-дер-Таубер)
Музей средневекового уголовного права — музей, который посвящен развитию юриспруденции, начиная от периода позднего средневековья и до XIX века. Расположен в Ротенбург-об-дер-Таубере в Германии. Музей расположен на территории старого города, поэтому добраться до него можно только пешком.

## История
Музей средневекового криминального права расположен в доме, который был построен между 1393 и 1410 годами, также как и соседняя церковь Святого Иоанна. В 1718 году это здание было немного изменено и в нем теперь проглядывались элементы барокко. В XIX веке в нем разместилось Королевское управление Баварского округа. В 1919 году в нем стала находиться резиденция администрации в округе Ротенбург.
Коллекция музея начала создаваться на основе небольшой частной коллекции, которая принадлежала издателю и архивариусу Карлу Альбрехту в период с конца XIX века и по начало XX века. Эта коллекция была расположена в «Камере пыток Ротенбурга» в башне замкового отеля на Клостергассе. Постепенно над созданием музея стали работать художники Эрнст Пол Хинкельди и Марта Хинкельди-Виттке. В 1950-х годах, их сын Кристофер и его жена Хильдегард продолжили собирать коллекцию, включив в площадь экспозиции и подвал средневекового замка. Увеличение коллекции требовало большего помещения, так музей переехал в другой дом в 1977 году. Этот дом еще в 1972 году перестал быть административным зданием, и его приобрела семья основателя музея. В здании были проведены реставрационные работы, многое было переоборудовано.
В конце 1993 года семья основателей музея передала главное здание музея и некоторые части коллекции в публично-правовой фонд, штаб квартира которого находится в Ротенбург-об-дер-Таубере. Когда основатель музея Кристоф Хинкельди умер, управлять музеем стал доктор Карл-Хайнц Шнайдер. В период с 1994 по 1996 год дом ремонтировался, с 1997 года его начали использовать для проведения выставок. С июня 2013 года руководителем Музея средневековой преступности стал доктор Маркус Хирте.
В музее около 50 тысяч экспонатов, которые отражают развитие немецкой и европейской юриспруденции. Также они содержат орудия пыток, информационные материалы, документы, позорные маски и колоды.
Экспозиция музея занимает площадь 2500 метров квадратных.
В музее действует выставка: «С мечом или сильной верой — Лютер и ведьмы» (англ. «With the sword or strong faith — Luther and the Witches»). На 2021 год запланировано открытие выставки «Ротенбург на Таубере» (нем. Rothenburg on the Tauber).
Музей расположен по адресу: улица Burggasse 3.
Музей средневекового уголовного права открыт на протяжении всего года. С апреля по октябрь он работает с 10 утра по 18 часов вечера, с ноября по март с 13:00 по 16:00, в выходные дни с 11 часов до 16 часов вечера. 24 декабря и 31 декабря с 10 часов утра до 13 часов.
Билет для одного взрослого стоит 7 евро, для пенсионеров — 6 евро, для студентов — 4 евро. Школьники от шести лет платят за билет 3,50 евро. Детям до 6 лет вход свободен. Можно приобрести семейный билет за 17 евро, тогда музей смогут посетить 2 взрослых и все дети в семье в возрасте от 6 до 17 лет. Если планируется групповое посещение музей в количестве от 20 человек, то стоимость билета для каждого составит 6 евро.
В музее можно заказать экскурсию на английском или немецком языке.